# ニコラス・アンセル
ニコラス・アンセル（Nicolas Ansell, 1994年2月2日 - ）は、オーストラリア・メルボルン出身のサッカー選手。ポジションはDF。ナコーンラーチャシーマーFC所属。

## 経歴
メルボルン・ビクトリーの下部組織に所属し、トップチームに昇格、2017年5月12日に退団した。
2017年6月、CDトンデラに加入した。
2018年7月、メルボルン・ビクトリーに再加入した。
2019年1月31日、全南ドラゴンズに加入した。
2021年7月、アデレード・ユナイテッドFCに加入した